# Hans van Vliet (Leger des Heils)
Commissioner J.C.IJ. (Hans) van Vliet (Rotterdam, 1952) was commandant (landelijk leider) van het Leger des Heils in Nederland, Tsjechië en Slowakije.

## Biografie
Geboren en getogen in Rotterdam kwam hij al op jonge leeftijd in aanraking met het Leger des Heils en vond er zijn geestelijk thuis. In 1973 besloten hij en zijn vrouw, commissioner Marja van Vliet-de Ruiter, hun leven volledig in dienst te stellen van God en het Leger des Heils en volgden de opleiding tot officier aan de Kweekschool in Amstelveen.
Na het afronden van deze opleiding werkten beiden dertien jaar als korpsofficier in diverse korpsen (kerkelijke gemeenten) in diverse plaatsen in Nederland. Van 1986-2002 was commissioner van Vliet werkzaam als directeur binnen de Stichting Leger des Heils Welzijns en Gezondheidszorg van het Leger des Heils in Nieuw-Amsterdam, Zwolle en de regio Zuid-West Nederland met als standplaats Dordrecht. Verder was de commissioner verbonden aan het Amsterdam Staf Muziekkorps als Algemeen Leider en docent aan de landelijke Heilssoldaten Cursus. In 2002 volgde een aanstelling als directeur van het kerkgenootschap Leger des Heils. Naast deze functie was de commissioner vanaf 2004 vice-voorzitter van de Raad van Kerken in Nederland, een functie die hij tot 2007 zou vervullen om daarna, samen met zijn vrouw, uitgezonden te worden naar Papoea-Nieuw-Guinea.
Hier dienden zij het Leger en de bevolking als Chef-Secretaris. In juni 2010 werd commissioner Van Vliet aangesteld als commandant van het Leger des Heils in Nederland en Tsjechië.
Per 1 augustus 2018 is de Commissioner met retraite (pensionering) gegaan.

## Onderscheiding
Van Vliet is Ridder in de Orde van Oranje Nassau en ontving in 2002 een hoge onderscheiding van Rotary International.